# Halosydna brevisetosa
Halosydna brevisetosa är en ringmaskart som beskrevs av Johan Gustaf Hjalmar Kinberg 1856. Halosydna brevisetosa ingår i släktet Halosydna och familjen Polynoidae. Inga underarter finns listade i Catalogue of Life.